# Museo del Bonsái (Villagonzalo Pedernales)
El Museo del Bonsái es un museo situado en la localidad española de Villagonzalo Pedernales, en la provincia de Burgos. Fue fruto de la colaboración entre el entonces alcalde y tres socios de la Asociación Cultural Bonsái Burgos (ACBB). Entre dicha asociación y el Ayuntamiento inauguraron el primer museo permanente de bonsáis de Castilla y León, el 13 de septiembre de 2008.

## Objetivo
El objetivo del museo coincide con los fines de la ACBB y es el de dar a conocer y difundir el arte del bonsái, dentro del respeto a la naturaleza como fuente de inspiración y vida.

## Localización
El museo, ubicado en el corazón de pueblo, está dentro del terreno de la Casa Consistorial.

## Distribución
El museo tiene 400 m² aproximadamente en los que alberga un estanque minimalista. Consta de un fondo de bonsáis y un elevado número de suisekis (nombre japonés “piedras de mirar”, piedras que sugieren paisajes o que tienen algún tipo de interés estático o filosófico) y kusamonos.  Está dotado de diferentes espacios que posibilitan todas las necesidades del museo y las diferentes funciones que en él se realizan:
- Sala de exposiciones: Todo el recinto, que está al aire libre, alberga en exposiciones permanentes y temporales aproximadamente 50 árboles y un número indeterminado de Suiseki, kusamono e Ikebana. Todas las zonas centrales están protegidas con un entramado a modo de sombrajo que protege los diferentes ejemplares expuestos de las inclemencias del tiempo y de los excesos de luz. La exposición está montada sobre pedestales y lajas de piedra natural que emergen de lagos marengos de canto rodado, obras de arte por sí mismas, complementadas con un lago minimalista.

- Sala de invernadero y talleres de trabajo: Se trata de un recinto que también tiene carácter expositivo. Está cerrado y acondicionado térmicamente para albergar a los ejemplares más sensibles. También hay un espacio anexo abierto que se utiliza para actividades de conservación o recuperación de la colección, trasplantes, pinzamientos, etc.

- Zona de talleres didácticos: Una sala polivalente del edificio Consistorial, anexa al museo, dedicada a diversas actividades como cursos, encuentros, reuniones y demostraciones, además de las propias como centro de interpretación y divulgación de ciencia y  técnica del Bonsái.

## Conservación y tratamiento de ejemplares
Los socios tienen sus árboles en instalaciones privadas y periódicamente ceden ejemplares al museo de forma temporal. El número de bonsáis entre todos los socios está próximo a 3.000 ejemplares y el fondo museístico está en unos 70 árboles que rotan periódicamente. Hay entre 30 y 50 especies distintas dentro del museo.
El tamaño de los árboles está entre 5 y 180 cm de altura y llegan a tener un peso superior a 90 kg. De ahí se deduce que el tamaño en este arte no importa. El árbol más viejo que hay está vivo desde hace más de 500 años y algunos llevan dentro de su maceta más de 30 años.
Los bonsáis permanecen en todas las épocas del año en el exterior. Algunos de ellos son originarios de climas subtropicales y hay que protegerlos en invernaderos de las heladas más intensas. En el museo se distribuyen según necesidades botánicas de cada especie y se exponen o protegen de los elementos del clima según conveniencia, controlando horas de sol y sombra, viento, lluvia y nieve. 
Cabe destacar la curiosidad de que sobre los musgos del suelo de las bandejas de bonsáis es frecuente que aparezcan setas y de vez en cuando, entre sus ramas, diversos pájaros anidan.
Los ejemplares de la ACBB proceden de especies de los cinco continentes, siendo mayoritarios los árboles con origen en Castilla y León, resto de España, Japón y China.